# Yohannes III (roi d'Éthiopie)
Pour les articles homonymes, voir Yohannès.
Yohannes III (1797-1873), négus d'Éthiophie de 1840 à 1841, à nouveau en 1845 puis de 1850 à 1851.

## Biographie
Troisième fils de Takla Guiorguis d'Éthiopie, il est couronné négus à Gondar le 30 octobre 1840. Il alterne sur le trône avec Sahle Dengel d'Éthiopie. Déposé en octobre 1841 il est restauré et déposé de nouveau en 1845. Il est de nouveau remis sur le trône en janvier 1850 et déposé définitivement en 1851.
Yohannes III n'est qu'une marionnette entre les mains du ras Ali II d'Hédjou qui lui avait fait épouser le 30 août 1840 sa mère Menen Liben Amadé qui prend alors le titre d'Impératrice malgré les quolibets des habitants de Gondar qu'elle châtie cruellement. Le Négus doit alors lui-même s'enfuir de la ville.
Après la défaite du ras Ali II, Yohannes III est emprisonné par Téwodros II à Magdala jusqu'à sa délivrance par les troupes britanniques après de la prise de la ville le 13 avril 1868 et le suicide de Tewodros II. 
Yohannes III meurt dans l'obscurité la plus totale après cette date.